# 郵便局留め
郵便局留め（ゆうびんきょくどめ）とは、郵便物等を配達により受け取るのではなく、差出人が宛先として書いた郵便局で受け取ることのできる郵便制度である。単に局留めともいう。

## 概要
局留めは、ネット個人取引や通販で郵便物等の受け取りを家族に内緒にしたい場合に主に利用される。また、大口郵便物（懸賞応募葉書など）を日々の配達ではなく郵便局でまとめて受領したい企業にもよく利用されている。(この場合企業では応募先・宛先欄に○○郵便局留め、もしくは○○郵便局私書箱○号などと記載する)
原則としてどんな郵便物や荷物でも局留めが利用可能。普通郵便（定形・定形外）のほか、書留や速達、ゆうパック、レターパック、クリックポスト、代引、着払、国際郵便物の局留めも可能。日本郵便以外の他社の宅配便やDM便を局留めにすることはできない。なお、チルドゆうパックや冷凍ゆうパックを局留めとして送った場合、特定局には冷蔵・冷凍設備は無いため、特定局ではなく集配局で受け取らなければならない。また、役所関係や銀行・クレジットカード・ローンなど金融関係の郵便物については、自宅に郵送することで住所確認を行っているので、たとえ局留めを希望しても差出人の許可は得られない。
局留めを利用する場合、事前に郵便局で手続きする必要はない。
なお、局留め宛てに発送していない郵便物を、郵便局に電話して、局留めにすることはできない。
つまり、自宅宛ての郵便物を、配達前に郵便局に電話して、郵便窓口で受け取ることはできない。例えば、家族に見られたくない郵便物がある場合、差出人が局留め宛てに発送しないと、郵便局で受け取ることは不可能である。
郵便物等が郵便局に到着しても、郵便局から連絡は来ない。
局留めだからといって特別な手数料がある訳ではない。全国ほぼ全ての郵便局で局留めを利用できる（ただし、一部の簡易郵便局を除く）。

## 局留めで発送する方法
局留め郵便物は宛先が特殊な書き方なだけであって、それ以外の部分の書き方や差し出し方法は通常の郵便物と一切何も変わらない。宛先に受取人の住所と名前、そして「受け取りたい郵便局の郵便番号」と「（受け取りたい郵便局名）留」と記入するだけである。局留めだからといって特別に窓口で差し出す必要はないし、窓口で局留めの差出であることを申し出る必要もない。普通郵便やレターパックならばポストに差し出し可能。送料は局留めでない場合と同一料金である。必ず郵便で発送する。他の宅配会社での発送だと局留めにはできない。

## 受け取り方法
郵便物等が局留めの郵便局に到着しても、郵便局からの連絡は原則として行われない。ただし、電話番号が宛先に書いてあると局員が電話で到着連絡したり、自宅住所が宛先に併記してあって保管期限が近づいていると自宅に葉書で到着通知する郵便局もある。
保管期間は10日間。郵便局に到着してから10日間経過しても受け取りがなければ、差出人に返送される。10日目が土日の場合は、翌日以降の平日に返送される。
普通郵便の場合は、差出人から発送日の連絡を受けたら、郵便局に到着した頃合いを見て、郵便局の郵便窓口（ゆうゆう窓口を含む）で受け取る。
レターパックやクリックポストや特定記録や書留や代引やゆうパックであれば追跡番号があるので、インターネットの追跡サービスを使って、郵便局に到着したかどうか確認することができる。
郵便局の郵便窓口に行き「局留めを取りに来ました」と告げ、氏名・郵便種類（普通郵便、レターパック等）・個数を伝えれば、受け取ることができる。追跡番号のある郵便物ならば、氏名・郵便種類・追跡番号を書いたメモ紙を局員に渡すとスムーズに探すことができる。
受け取る際には、運転免許証、個人番号カード等の受け取り人の名前、住所、顔写真が記載されている公的身分証明書が必要である。しかし、そのような公的身分証明書を所持していない場合は、健康保険証等の、受け取り人の名前が記載されている公的身分証明書と、学生証、社員証等の、名前、住所、顔写真が記載されている証明書の2つの提示が必要になる。
　以上のいずれの身分証明書も所持していない場合は、何の身分証明書なら認められるかを、受け取りたい窓口で聞く必要がある。（例えば、学生証、社員証等の公の機関が発行したものでは無い証明書を有効とするかどうかは現場判断であり、統一されていないので、窓口で確認する必要がある）。
代引や着払の場合は、窓口でその料金を支払う。
受け取れる時間は、その郵便局の窓口営業日および営業時間のみである。

## 留め置き（不在届）について
「局留め」と「留め置き（不在届）」はしばしば混同されるが異なる制度である。
|                  | 局留め                                       | 留め置き（不在届）                                           |
| ---------------- | -------------------------------------------- | ------------------------------------------------------------ |
| 制度の内容       | 宛先に書かれた郵便局で受け取ることができる。 | 世帯全員の全ての郵便物等を一定期間保管後にまとめて配達する。 |
| 手続き方法       | 差出人に依頼する。                           | 郵便局で不在届を提出する。                                   |
| 受け取り方       | 郵便窓口で受け取る。                         | 配達される。窓口受取は現在は禁止されている。                 |
| 利用可能な郵便物 | 差出人が局留めを許可した郵便物のみ。         | 全ての郵便物。                                               |